# Тулькарм (город)
Ту́лькарм (араб. طولكرم‎; ивр. טול כרם‎) — город в ПНА, на Западном берегу реки Иордан в Самарии.

## Этимология
Ханаанское имя, сохранившееся до римских времён, было Бират Сорка («колодец избранной лозы»), арабское название переводится как «гора виноградных лоз» и может происходить от арамейского имени Тур Карма («холм с виноградниками»), которое использовалось для Тулькарма крестоносцами и средневековыми самаритянскими жителями.

## История
История города прослеживается, по крайней мере, с третьего века нашей эры, когда город назывался «Берат Сорека». В более поздние века он известен как «Тур Карма» (на арамейском: טור כרמא), что означает «гора виноградников», поскольку город славится плодородием почвы и плантациями винограда вокруг него. «Тур Карма» позднее превратилось в «Тюлькарм».
24 ноября 2023 года в Тулькарм без суда были публично повешены, а затем брошены в мусорные баки 31-летний Хамза Мубарак и 29-летний Азам Джуабра за предполагаемую связь с Израилем.

## Население
Современное население района Тулькарм оценивается в 61,941 (2007) жителей, включая два лагеря беженцев — Тулькарм и Нур Шамс. Здесь проживает около 12,4 % от всего населения Западного берега реки Иордан. Доля сельских жителей составляет 52,8 % от общего населения района Тулькарм. Примерно 20 778 человек проживают в лагерях для беженцев, 45 500 городских жителей. Подавляющее большинство — арабы, многие владеют английским языком.

## Климат
Климат Тулькарма субтропический, дожди с октября по май. Средняя температура зимой — 8-16 °C, среднесуточная температура летом — 17-30 °C. Среднегодовое количество осадков — 642 мм.

## Сельское хозяйство
В Тулькарме выращивают цитрусовые, дыни, оливки, томаты, картофель, пшеницу, кунжут, арахис, баклажаны, стручковый перец, бобы, гуаяву.

## Известные уроженцы
- Абу Сальма — палестинский поэт XX века.
- Акургал, Экрем — турецкий археолог.
- Рания аль-Абдулла.